# تاریخ لبنان باستان

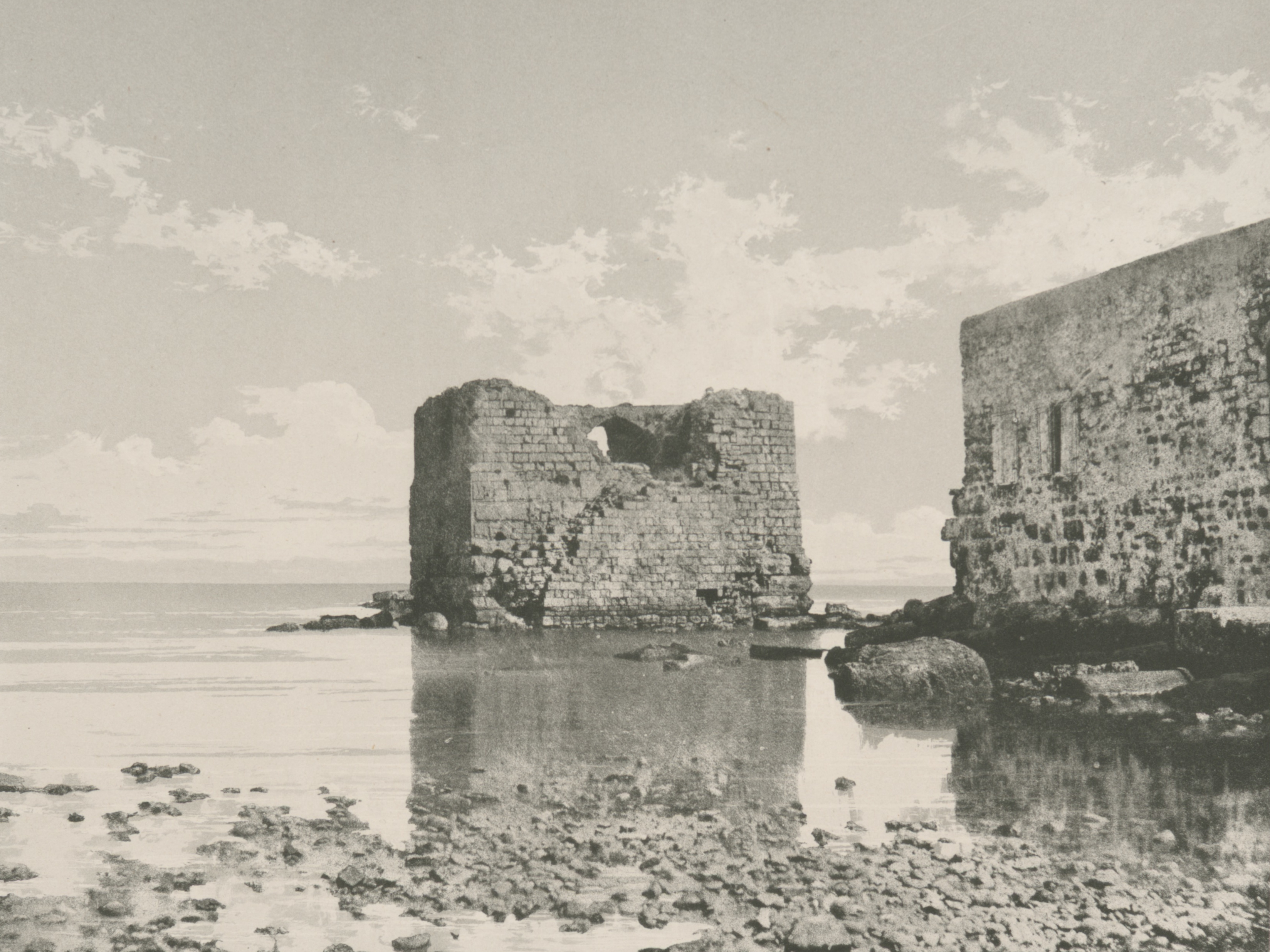
بازمانده های برج باستانی در جنوب لبنان ۱۹۷۴

تاریخ لبنان باستان (انگلیسی: History of ancient Lebanon) سیر وقایع شناخته شدهٔ لبنان را از آغاز تاریخ تا آغاز حکومت اعراب ردیابی می‌کند.

## هخامنشیان
در دوران هخامنشیان، لبنان ساتراپی از شاهنشاهی هخامنشی بود و جزئی از امپراتوری پارس به‌شمار می‌آمد. تیمی از پژوهشگران و باستان شناسان لهستانی در مطالعات اخیر خود در کشور لبنان موفق به کشف بقایای یک محوطه دفع ضایعات باستانی شدند که در آن چهار مجسمه سفالی دو هزار و چهارصدساله از دوران هخامنشی به‌دست آمد. در این مجسمه‌ها، زنانی به نمایش درآمده‌اند که سرپوشی که یونانی‌ها به آن استفانی (stephane) می‌گفتند به سر گذاشته‌اند. تعدادی از آن‌ها دارای ویژگی‌های هنر فینیقی است. امپراتوری هخامنشی بخش‌های غربی هندوستان، افغانستان، پاکستان، کشورهای آسیای مرکزی تا آسیای صغیر و بخش‌هایی از شرق اروپا و همچنین مناطقی از شمال قاره آفریقا از جمله مصر و بخش‌هایی از اتیوپی را شامل می‌شد.